# Неукротимая планета
«Неукротимая планета» (англ. Deathworld — «Мир смерти») — роман американского писателя-фантаста Гарри Гаррисона. Этот роман, написанный в 1960 году, открывает серию «Мир смерти». Автор посвятил книгу Джону Кемпбеллу, который поддерживал Гаррисона в написании его первого романа. В СССР роман стал известен и популярен благодаря тому, что был опубликован в журнале «Вокруг света» (в 1972 г.) и вошёл в издание «Библиотека современной фантастики» (24-й том, переводчик Лев Жданов).

## Сюжет
Язон динАльт (англ. Jason dinAlt) — профессиональный игрок, владеющий психокинезом. Он инкогнито прибывает на планету Кассилия, рассчитывая обчистить местные казино. С ним встречается Керк Пирр (англ. Kerk Pyrrus) с планеты Пирр и предлагает ему сыграть на небывалую сумму в 27 миллионов кредитов с целью выиграть 3 миллиарда. Всё, что свыше, остаётся Язону, но в случае проигрыша Керк его убьёт. Заинтригованный Язон соглашается.
Игра удалась, выигрыш получен. Керк и Язон с боем прорываются к космическому кораблю враждебной планеты Дархан и улетают с Кассилии. Керк сообщает, что на выигранные деньги купит оружие для борьбы с фауной и флорой планеты Пирр. Язон навязывается Керку в попутчики, чтобы познакомиться с его миром.
Пирр — «планета смерти», ось которой наклонена под углом около сорока градусов к плоскости эклиптики, сила тяжести вдвое больше земной. Ядро планеты образовано радиоактивными элементами, что обеспечивает непрекращающуюся вулканическую деятельность. Температура за сутки колеблется от арктической до тропической. Пирр имеет два спутника, которые могут создать приливную волну высотой до тридцати метров.
Биосфера планеты крайне враждебна к людям. Единственный город на Пирре окружён защитным Периметром. Живущие здесь пирряне — воины независимо от профессии и рода деятельности: обладают огромной физической силой и быстрой реакцией, прекрасно владеют всеми видами оружия, с самого детства учатся сражаться и убивать. Единственная статья экспорта Пирра — тяжёлые металлы, а почти весь импорт состоит из оружия и боеприпасов. 
На Пирре Язон проходит курс выживания и начинает свои исследования. Он считает, что постоянные атаки на город координируются каким-то центром и хочет его найти. Попутно он выясняет, что на планете за пределами Периметра живёт немало фермеров, горожанами презрительно именуемых «корчёвщиками» (в оригинале англ. grubbers). Эти фермеры сумели ужиться с пиррянской флорой и фауной, но враждуют с городскими пиррянами («жестянщиками», в оригинале англ. junkmen), а потому отрезаны от Галактики и испытывают недостаток орудий труда и медицинских приборов. Фермеры являются основными поставщиками продовольствия для горожан.
Расследование приводит Язона к выводу, что все живые существа на планете имеют телепатические способности. Уничтожение ядерным зарядом того, что Язон считал телепатическим центром атак, ничего не дало — атаки стали ещё более сильными. Попав к фермерам, Язон понимает, что никакого центра атак нет и не было, что живые организмы чувствуют агрессию и ненависть горожан, считают их стихийным бедствием и объединяются в борьбе с ними. Телепатия же позволяет пиррянской флоре и фауне быстро мутировать и наращивать смертоносность.
Симпатизируя и горожанам, и фермерам, Язон способствует тому, чтобы они, наконец, сделали шаг к примирению друг с другом и планетой.

## Персонажи
- Язон динАльт — уроженец Поргорсторсаанда, прибыл на Пирр из любопытства.
- Керк Пирр — глава пиррян-горожан («жестянщиков»).
- Мета — пилот космического корабля и оператор защитных экранов, любимая девушка Язона.
- Бруччо — врач и биолог планеты, руководитель центра переподготовки пиррян.
- Велф Пирр — сын Керка.
- Гриф — восьмилетний мальчик, приставленный телохранителем к Язону.
- Поли — калека, заведующий пиррянской библиотекой.
- Краннон — ответственный за торговлю с фермерами («корчёвщиками»).
- Рес — глава колонии пиррян-фермеров.
- Накса — лучший говорун, использующий свои телепатические способности для приручения пиррянских форм жизни.
- Скоп — приставлен к Язону охранником, когда тот начал расследование.